# يوجين يورك
يوجين يورك (بالألمانية: Eugen York)‏ (و. 1912 – 1991 م) هو مخرج أفلام، وكاتب سيناريو من ألمانيا، والإمبراطورية الروسية، ولد في رايبانسك، بدأ مشواره المهني سنة 1938، توفي في برلين، عن عمر يناهز 79 عاماً.

## وصلات خارجية
- يوجين يورك على موقع IMDb (الإنجليزية)
- يوجين يورك على موقع مونزينجر (الألمانية)
- يوجين يورك على موقع ألو سيني (الفرنسية)
- يوجين يورك على موقع أول موفي (الإنجليزية)
- يوجين يورك على موقع قاعدة بيانات الأفلام السويدية (السويدية)
- يوجين يورك على موقع قاعدة بيانات الفيلم (الإنجليزية)
- يوجين يورك على موقع كينوبويسك (الروسية)